# Marly (Nord)
Pour les articles homonymes, voir Marly.
Marly, également connue sous le nom de Marly-lez-Valenciennes, est une commune française de la banlieue de Valenciennes, située dans le département du Nord en région Hauts-de-France.

## Géographie
Marly est une commune de plus de 12 000 habitants située à la limite de Valenciennes.
Entourée de nombreuses zones industrielles[réf. nécessaire], Marly est une ville au fort potentiel économique[réf. nécessaire].

### Communes limitrophes
| Valenciennes            |       | Saint-Saulve |
|                         | Marly | Estreux      |
| Aulnoy-lez-Valenciennes |       | Saultain     |

### Hydrographie

#### Réseau hydrographique
La commune est située dans le bassin Artois-Picardie. Elle est drainée par la Rhonelle et,.
La Rhonelle, d'une longueur de 32 km, prend sa source dans la commune de Locquignol et se jette  dans le Vieil Escaut à Valenciennes, après avoir traversé douze communes. 

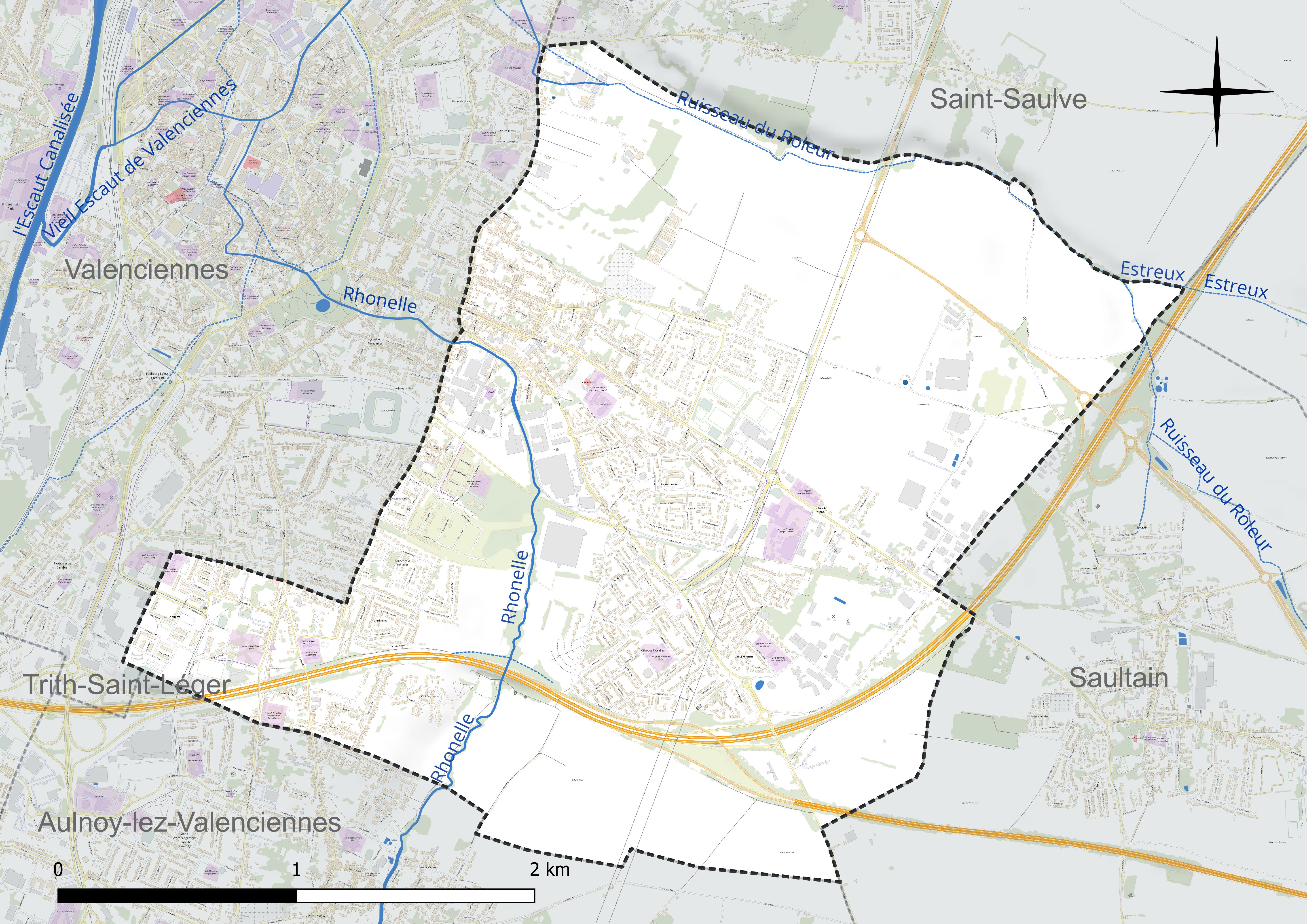
Réseau hydrographique de Marly.

#### Gestion et qualité des eaux
Le territoire communal est couvert par le schéma d'aménagement et de gestion des eaux (SAGE) « Escaut ». Ce document de planification concerne un territoire de 2 005 km2 de superficie, délimité par le bassin versant de l'Escaut. Le périmètre a été arrêté le 9 juin 2006 et le SAGE proprement dit a été approuvé le 13 juillet 2021. La structure porteuse de l'élaboration et de la mise en œuvre est le syndicat mixte Escaut et Affluents (SyMEA). 
La qualité des cours d'eau peut être consultée sur un site dédié géré par les agences de l'eau et l'Agence française pour la biodiversité. 

### Climat
Pour des articles plus généraux, voir Climat des Hauts-de-France et Climat du Nord.
En 2010, le climat de la commune est de type climat océanique dégradé des plaines du Centre et du Nord, selon une étude du CNRS s'appuyant sur une série de données couvrant la période 1971-2000. En 2020, Météo-France publie une typologie des climats de la France métropolitaine dans laquelle la commune est exposée à un climat océanique altéré et est dans la région climatique  Nord-est du bassin Parisien, caractérisée par un ensoleillement médiocre, une pluviométrie moyenne régulièrement répartie au cours de l'année et un hiver froid (3 °C).
Pour la période 1971-2000, la température annuelle moyenne est de 10,5 °C, avec une amplitude thermique annuelle de 15 °C. Le cumul annuel moyen de précipitations est de 748 mm, avec 12,1 jours de précipitations en janvier et 9,4 jours en juillet. Pour la période 1991-2020, la température moyenne annuelle observée sur la station météorologique la plus proche, située sur la commune de Valenciennes à 2 km à vol d'oiseau, est de 11,0 °C et le cumul annuel moyen de précipitations est de 694,1 mm,. Pour l'avenir, les paramètres climatiques de la commune estimés pour 2050 selon différents scénarios d'émission de gaz à effet de serre sont consultables sur un site dédié publié par Météo-France en novembre 2022.
| Mois                                  | jan.           | fév.           | mars           | avril         | mai           | juin         | jui.          | août          | sep.          | oct.          | nov.             | déc.           | année      |
| ------------------------------------- | -------------- | -------------- | -------------- | ------------- | ------------- | ------------ | ------------- | ------------- | ------------- | ------------- | ---------------- | -------------- | ---------- |
| Température minimale moyenne (°C)     | 1,3            | 1,4            | 3,3            | 5             | 8,4           | 11,4         | 13,5          | 13,2          | 10,7          | 8             | 4,4              | 2              | 6,9        |
| Température moyenne (°C)              | 3,9            | 4,5            | 7,4            | 10,1          | 13,6          | 16,6         | 18,7          | 18,6          | 15,5          | 11,7          | 7,3              | 4,5            | 11         |
| Température maximale moyenne (°C)     | 6,4            | 7,6            | 11,4           | 15,1          | 18,8          | 21,9         | 24            | 24            | 20,4          | 15,5          | 10,2             | 6,9            | 15,2       |
| Record de froid (°C) date du record   | −14,9 07.01.09 | −13,3 04.02.12 | −11,9 13.03.13 | −4,9 11.04.03 | −1,1 06.05.19 | 1,1 02.06.06 | 5 31.07.15    | 5,6 20.08.14  | −0,4 30.09.18 | −6,2 24.10.03 | −10,1 23.11.1998 | −11,6 18.12.10 | −14,9 2009 |
| Record de chaleur (°C) date du record | 15,3 09.01.15  | 19,2 26.02.19  | 23,9 31.03.21  | 28 20.04.18   | 31,2 29.05.17 | 35 28.06.11  | 40,9 25.07.19 | 37,2 12.08.03 | 34,8 15.09.20 | 28,6 01.10.11 | 21,8 12.11.1995  | 16,2 31.12.22  | 40,9 2019  |
| Précipitations (mm)                   | 54,3           | 47,3           | 50,8           | 41,8          | 57,9          | 63,1         | 66,4          | 67,6          | 52,1          | 60,1          | 63,9             | 68,8           | 694,1      |

## Urbanisme

### Typologie
Au 1er janvier 2024, Marly est catégorisée grand centre urbain, selon la nouvelle grille communale de densité à sept niveaux définie par l'Insee en 2022.
Elle appartient à l'unité urbaine de Valenciennes (partie française), une agglomération internationale regroupant 56  communes, dont elle est une commune de la banlieue,,. Par ailleurs la commune fait partie de l'aire d'attraction de Valenciennes (partie française), dont elle est une commune du pôle principal,. Cette aire, qui regroupe 102 communes, est catégorisée dans les aires de 200 000 à moins de 700 000 habitants,.

### Occupation des sols
L'occupation des sols de la commune, telle qu'elle ressort de la base de données européenne d'occupation biophysique des sols Corine Land Cover (CLC), est marquée par l'importance des territoires agricoles (50,4 % en 2018), en diminution par rapport à 1990 (54,5 %). La répartition détaillée en 2018 est la suivante : 
zones urbanisées (43,2 %), terres arables (38,6 %), prairies (8,3 %), zones industrielles ou commerciales et réseaux de communication (6,4 %), zones agricoles hétérogènes (3,5 %). L'évolution de l'occupation des sols de la commune et de ses infrastructures peut être observée sur les différentes représentations cartographiques du territoire : la carte de Cassini (XVIIIe siècle), la carte d'état-major (1820-1866) et les cartes ou photos aériennes de l'IGN pour la période actuelle (1950 à aujourd'hui).

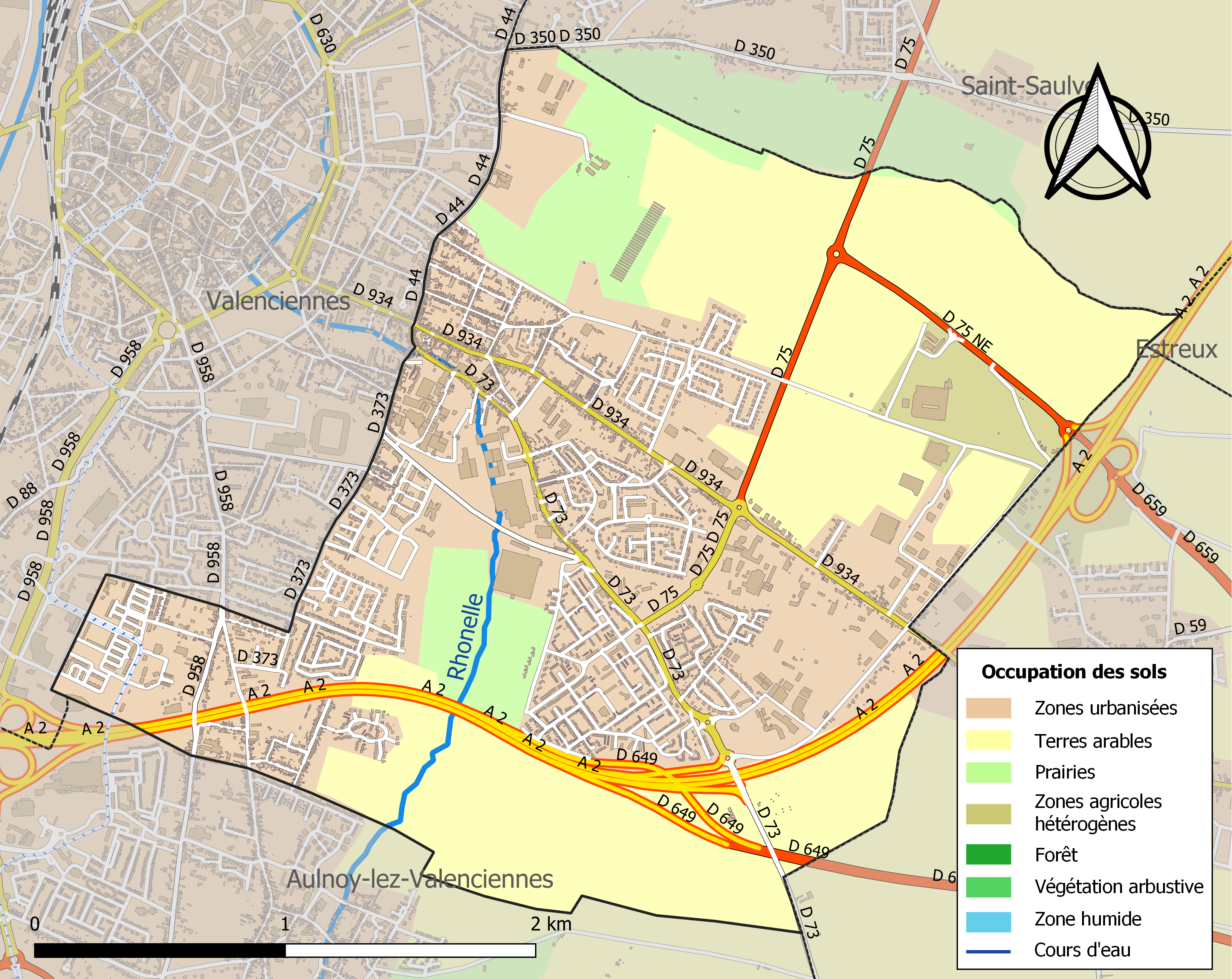
Carte des infrastructures et de l'occupation des sols de la commune en 2018 (CLC).

### Voies de communications et transports
La commune est desservie par les lignes T1 et T2 du tramway de Valenciennes par le biais de la station La Briquette. Elle est également desservie par les lignes 1, S1, 103 et 131 du réseau Transvilles et par les lignes 951, 953 et 990 du réseau interurbain Arc-en-Ciel 4.

## Quartiers
- Centre
- La Briquette
- Les Floralies
- Les Fontinettes
- Le Petit Cavin
- La Rhonelle
- Les Sorbiers

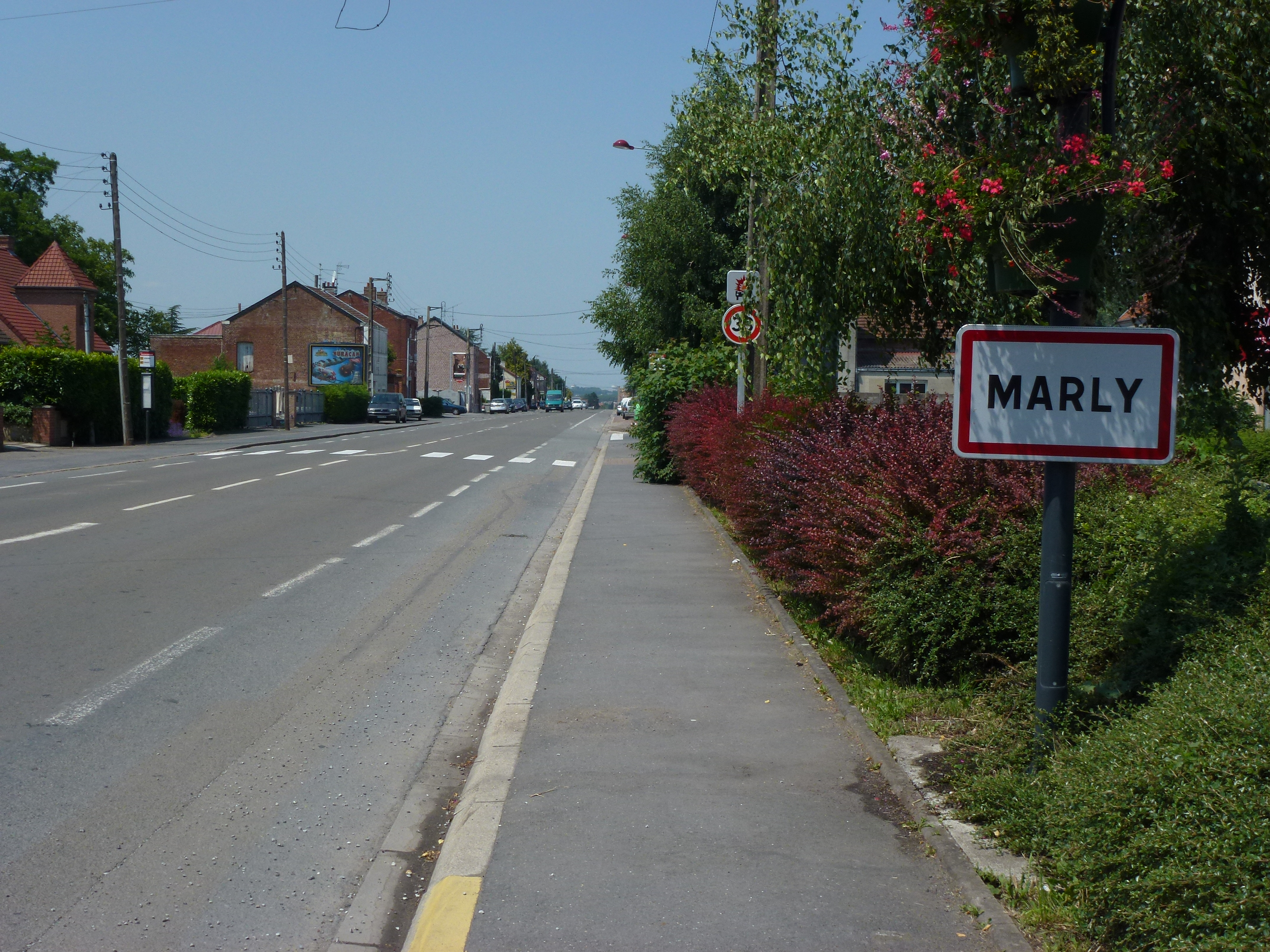
Entrée de Marly.
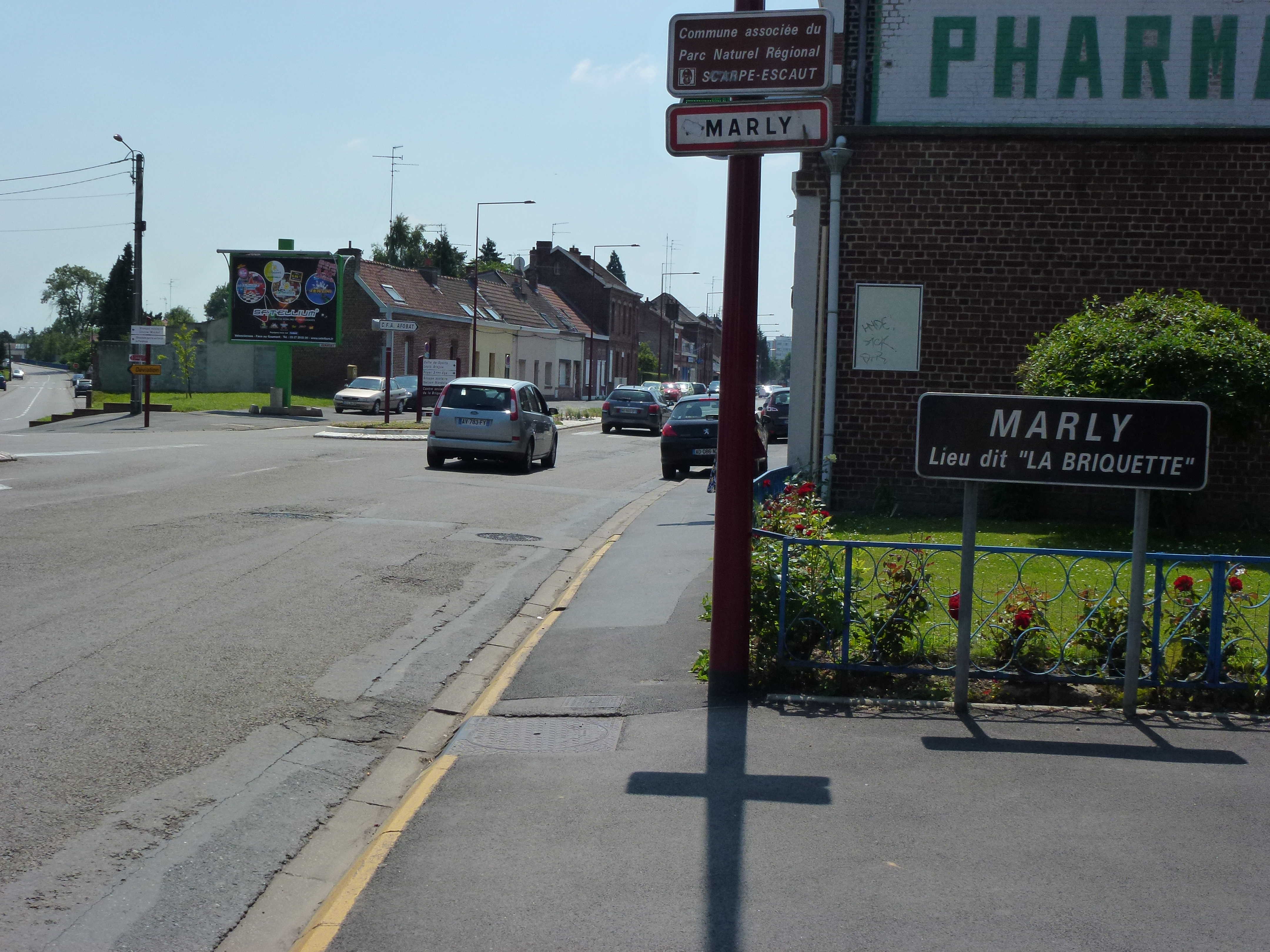
Entrée de La Briquette.

## Toponymie
Les habitants sont appelés les Marlysiens.

## Histoire
Au Moyen Âge, cette localité appartient à la banlieue de Valenciennes, sur laquelle cette dernière a autorité directe.
Le 26 mai 1793 eut lieu le combat de Marly pour dégager Valenciennes qui était assiégée. Marly fut incendié de fond en comble par les troupes Alliées, et une infinité d'habitants furent brûlés ou ensevelis sous les ruines de leurs maisons.
En 1904, pour produire sur place les briques de l'église Saint-Michel de Valenciennes, la « briqueterie Chimot » a été construite à Marly. Il s'agit d'un four de type Hoffmann. Valenciennes Métropole, propriétaire du site concerné par un projet d'agrandissement du gol de Valenciennes a décidé de ne pas renouveler le bail. L'usine a été définitivement fermée en décembre 2024 après un dernier enfournement de briques et de charbon respectivement vers le 7 et le 14 décembre ; il a fallu 10 pour que le four soit refroidi. L'excavateur à godets a été transporté près de Hambourg en Allemagne (site du chemin de fer touristique Buchhorster Waldbahn, à Buchhorst), et l'Association picarde pour la préservation et l'entretien des véhicules anciens (APPEVA) a récupéré le reste du matériel ferroviaire. Un comité de sauvegarde du patrimoine a proposé la constitution d'un musée et la protection du four Hoffmann via l'inventaire supplémentaire des monuments historiques.

## Politique et administration

### Rattachements administratifs et électoraux
Rattachements administratifs
La commune se trouve depuis 1824 dans l'arrondissement de Valenciennes du département du Nord.
Elle faisait partie depuis 1801 du canton de Valenciennes-Est. Dans le cadre du redécoupage cantonal de 2014 en France, cette circonscription administrative territoriale a disparu, et le canton n'est plus qu'une circonscription électorale.
La commune relève, dans l'ordre judiciaire, du tribunal judiciaire de Valenciennes, de la cour d'appel de Douai, du tribunal pour enfants de Valenciennes, du conseil de prud'hommes de Valenciennes, du tribunal de commerce de Valenciennes, et, dans l'ordre administratif, du tribunal administratif de Lille et de la cour administrative d'appel de Douai.
Rattachements électoraux
Pour les élections départementales, la commune est depuis 2014 le bureau centralisateur du canton de Marly
Pour l'élection des députés, elle fait partie de la vingtième circonscription du Nord.

### Intercommunalité
La ville fait partie de la communauté d'agglomération Valenciennes Métropole, créée en 2000 par la fusion de la communauté de communes de la vallée de l'Escaut, de la communauté de communes du Pays de Condé et du syndicat intercommunal à vocation multiple (SIVOM) de Trith-Saint-Léger et environs.

### Tendances politiques et résultats
Lors du premier tour des Élections municipales de 2014 dans le Nord, où la liste menée par le maire sortant  Fabien Thiémé (PCF) a obtenu la majorité absolue des suffrages exprimés avec 2 732 voix (50,42 %, 25 conseillers municipaux élus dont 3 communautaires), devançant celle (UMP-UDI) menée par Jean-Noël Verfaillie , qui obtient 2 686 voix (49,57 %, 8 conseillers municipaux élus dont 1 communautaire), lors d'un scrutin marqué par 35,24 d'abstention.
À la suite du recours formé par Jean-Noël Verfaillie, chef de la liste d'union de la droite, qui alléguait de nombreuses irrégularités, Ll TA de Lille a annulé ces élections le 15 octobre 2014 en raison du collage, pendant la campagne électorale, d'affichettes « anonymes, contenant des imputations injurieuses et diffamatoires mettant en cause la vie privée de M. Verfaillie (…) ainsi que la probité de deux de ses colistières, [qui] ont été apposées sur au moins deux emplacements réservés à l'affichage électoral dont l'un situé près d'un bureau de vote », et de l'impact que ces manœuvres ont pu avoir sur les électeurs, compte tenu de l'écart de voix réduit qui séparaient les deux listes (46 voix).  Fabien Thiémé est réélu maire après des élections municipales partielles qui ont vu la large victoire de sa liste en octobre 2015.
Lors du deuxième tour des élections municipales de 2020 dans le Nord, la liste DVD menée par Jean-Noël Verfaillie — à laquelle se sont ralliées les listes DVG de Isabelle Jalain et de Laurence Morel, présentes au premier tour — obtient la majorité absolue des suffrages, avec 202 voix (53,55 %, 26 conseillers municipaux élus dont 4 communautaires) devance celle menée par le maire sortant — qui avait succédé à Fabien Thiémé, décédé en 2019 —, qui obtient 1 910 voix (46,44 %, 7 conseillers municipaux élus dont 1 communautaire), lors d'un scrutin marqué par la Pandémie de Covid-19 en France où 50,50 % des électeurs se sont abstenus.

### Liste des maires
Maire de 1802 à 1807 : Monchicourt,.
Maire en 1881 :  Weil.

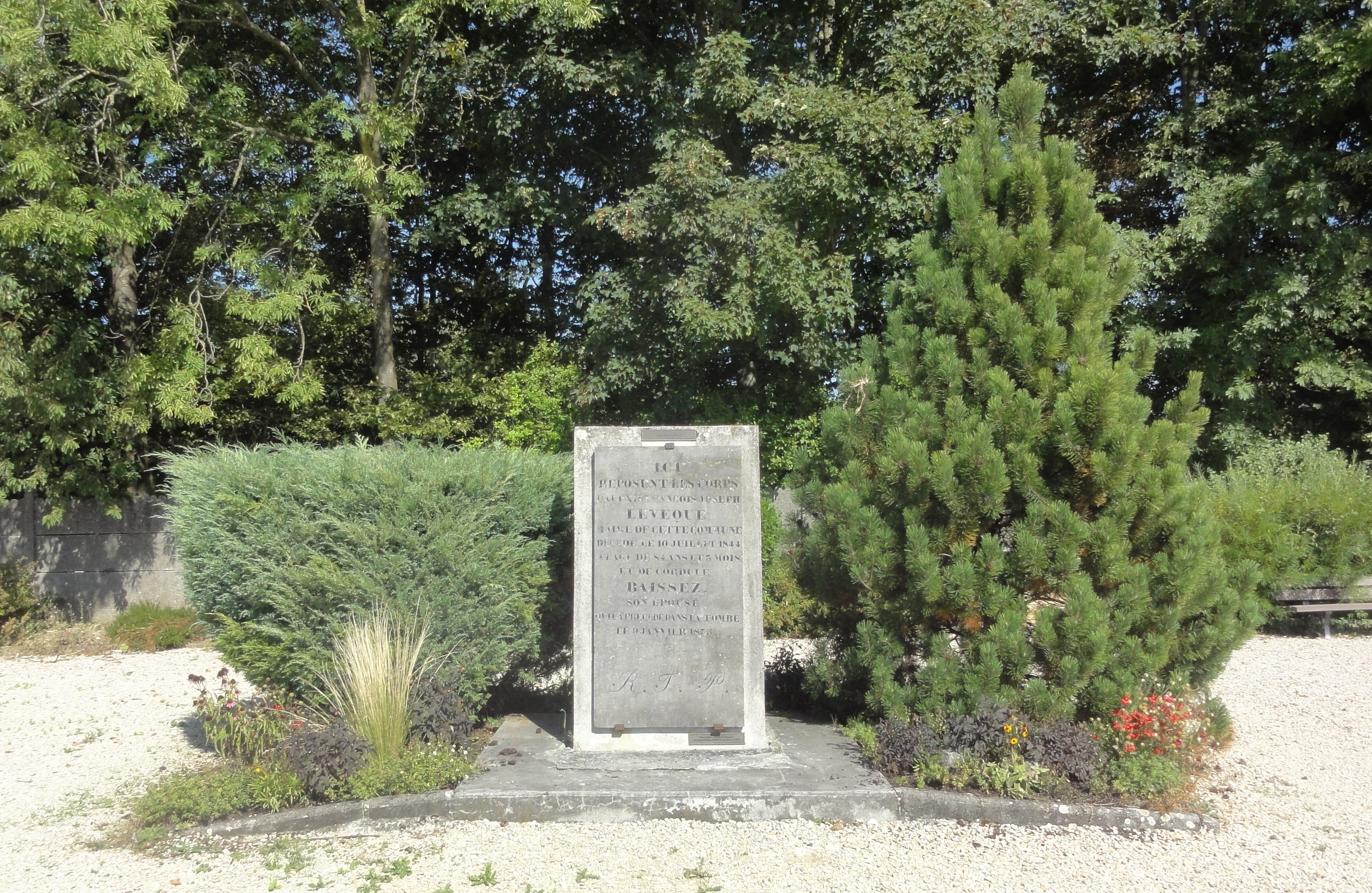
Pierre tombale d'Alexis Lévêque au cimetière de Marly.
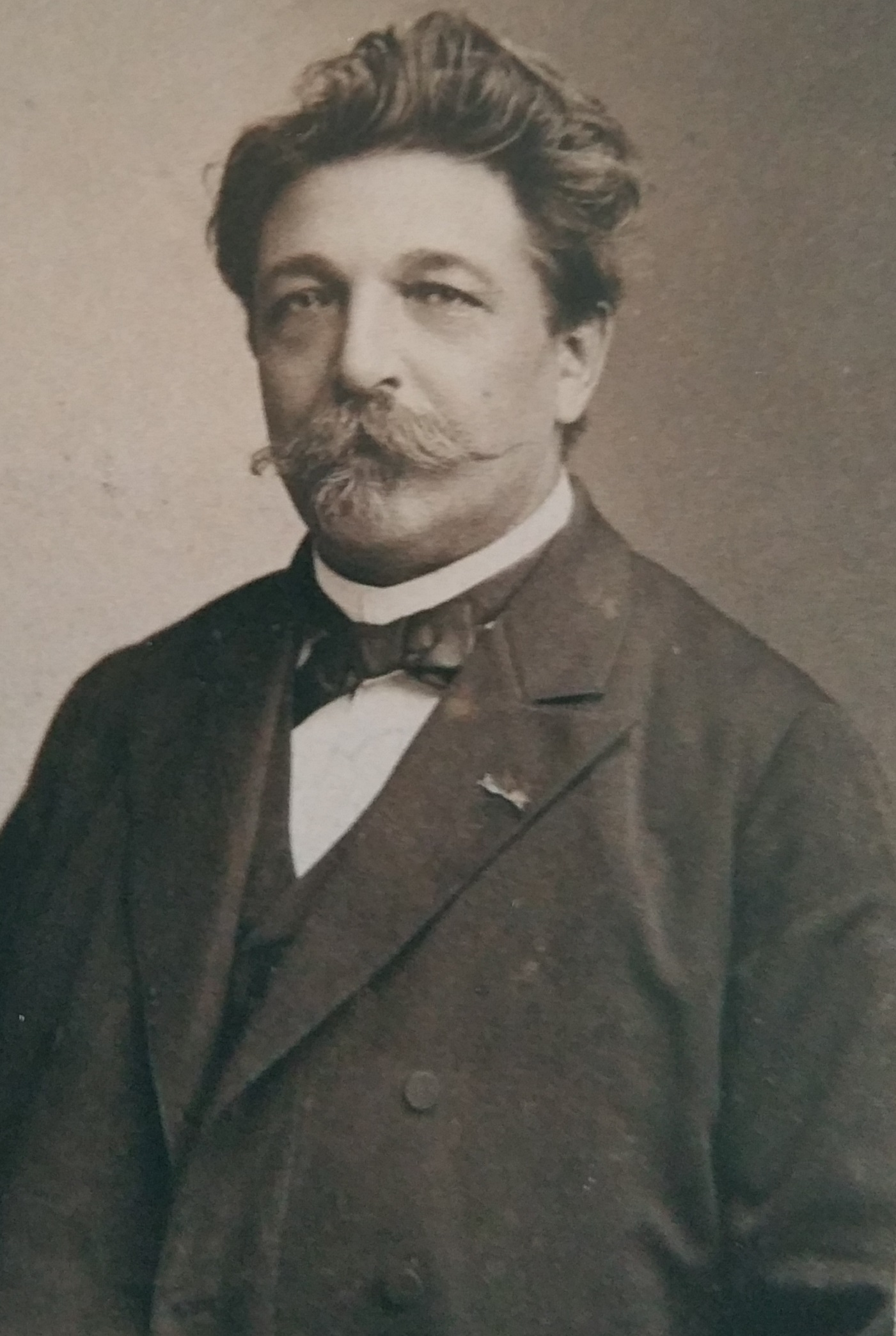
Émile Weill-Mallez.
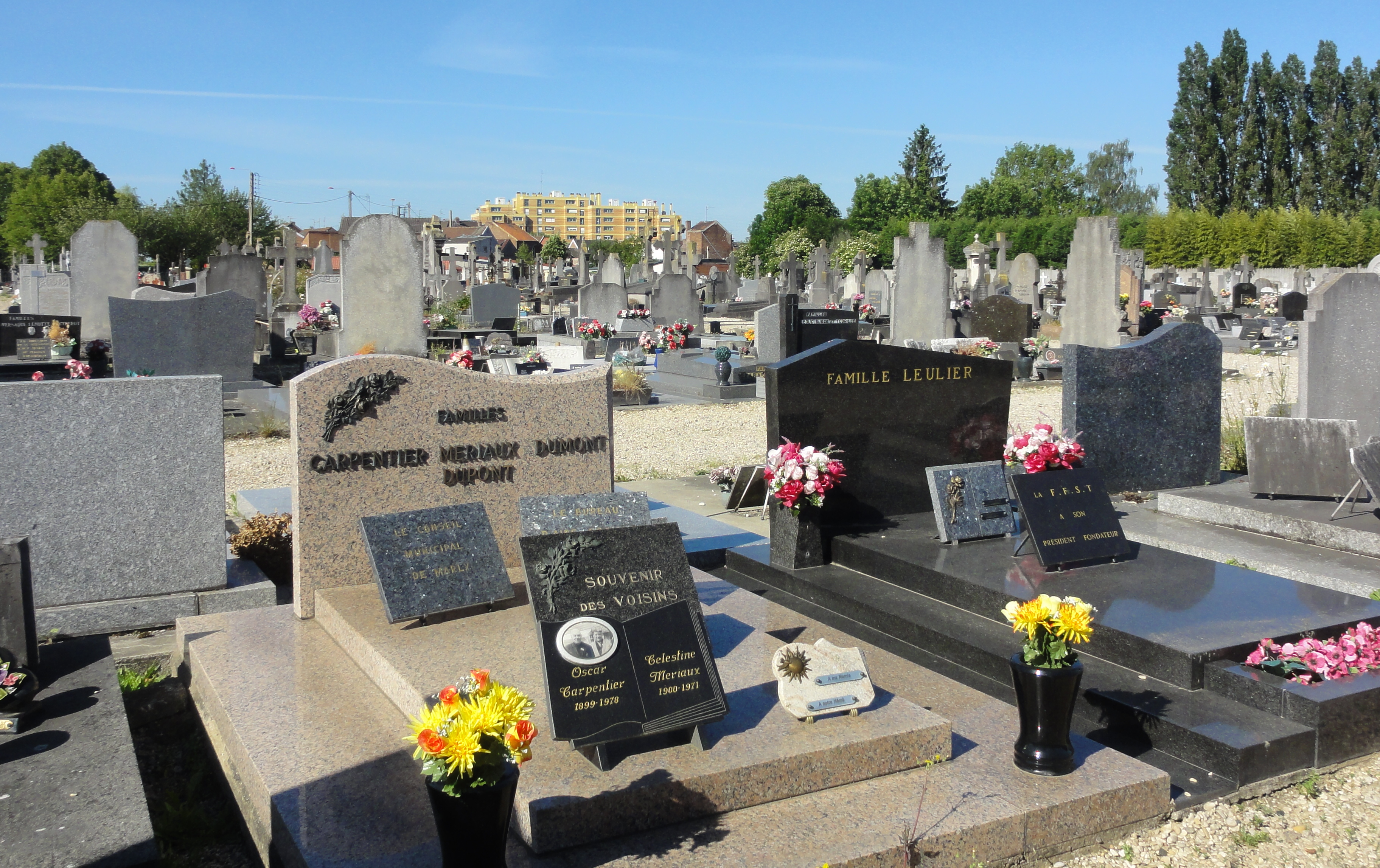
Tombe d'Oscar Carpentier.
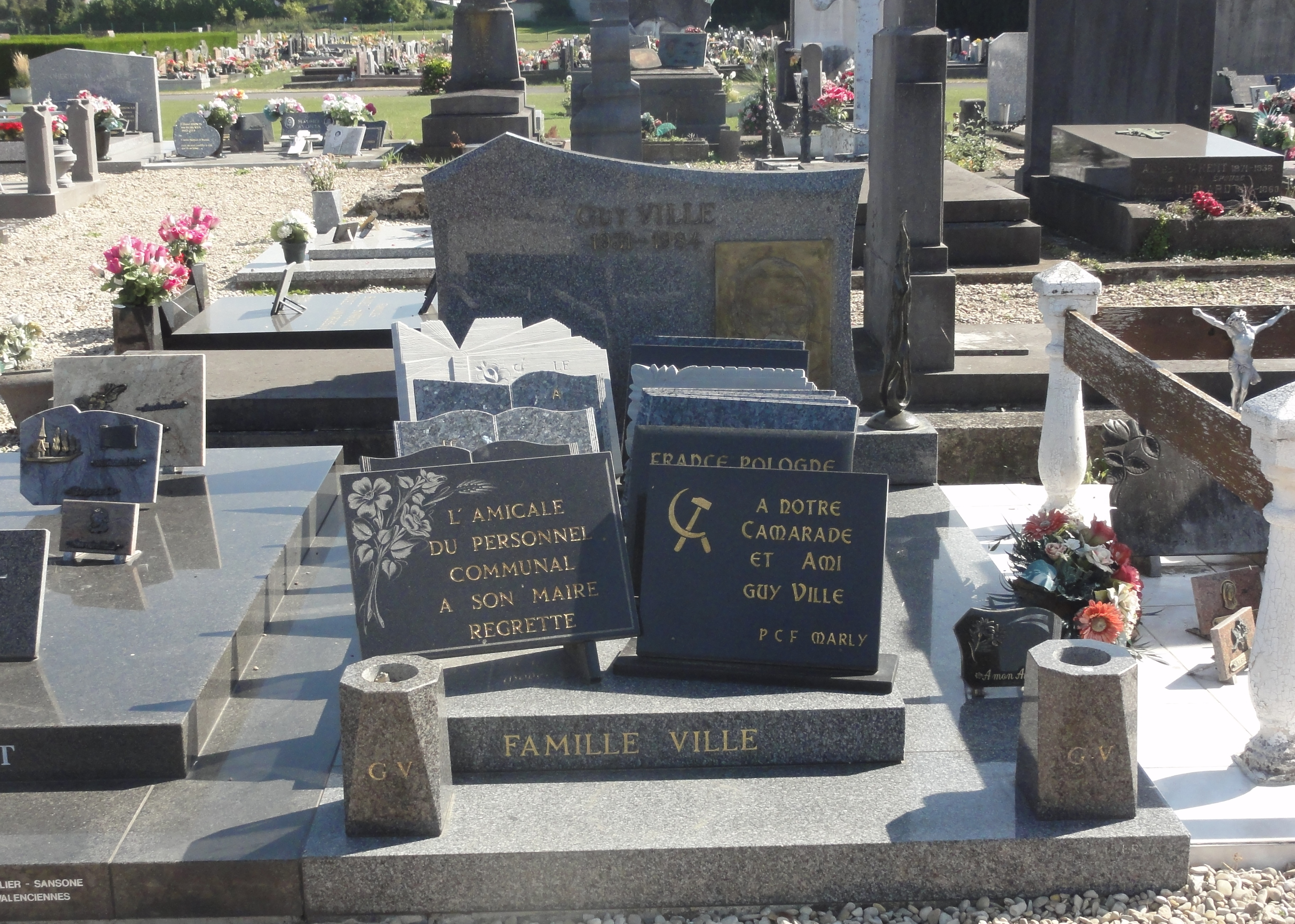
Tombe de Guy Ville.
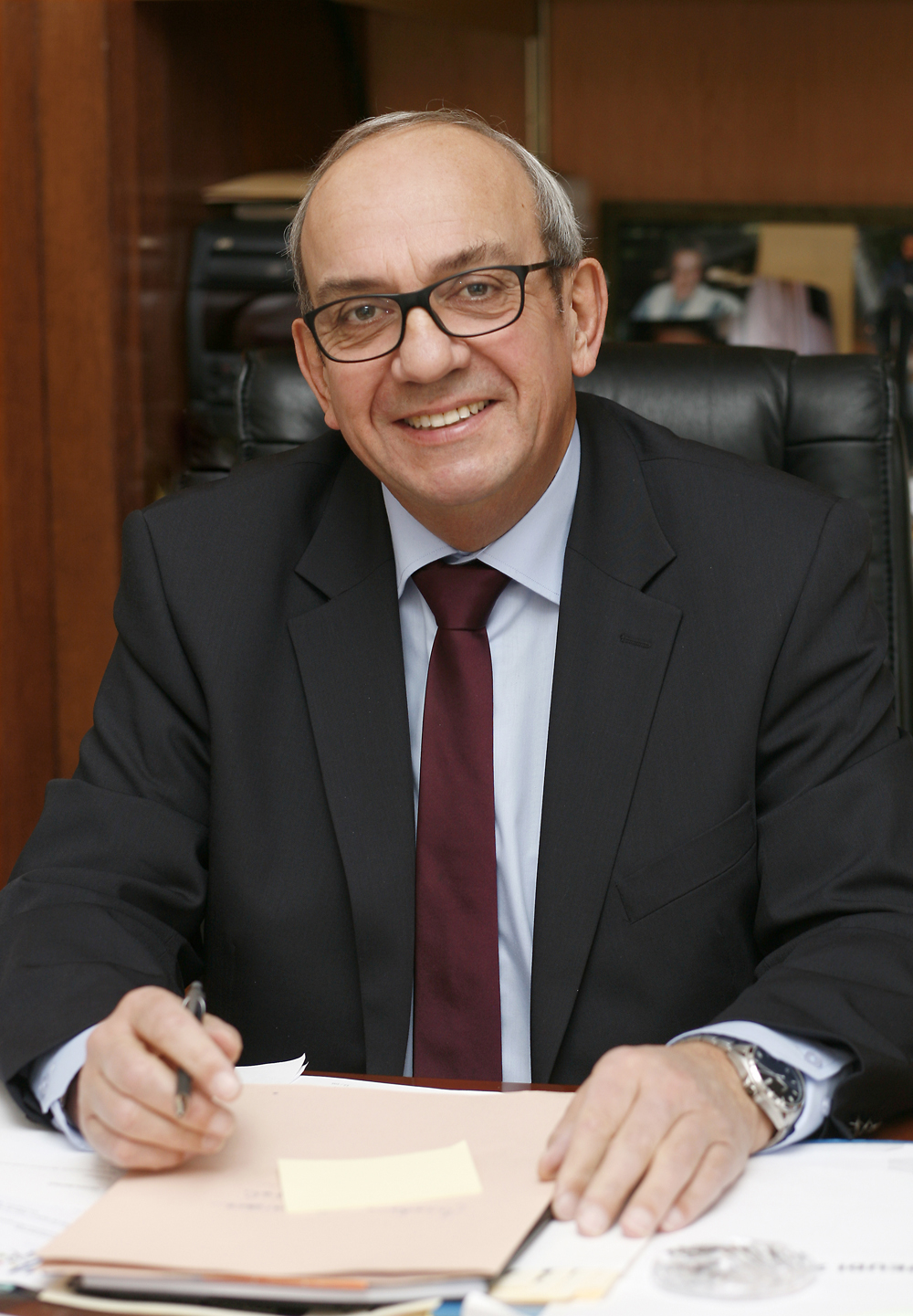
Fabien Thiémé en 2015.
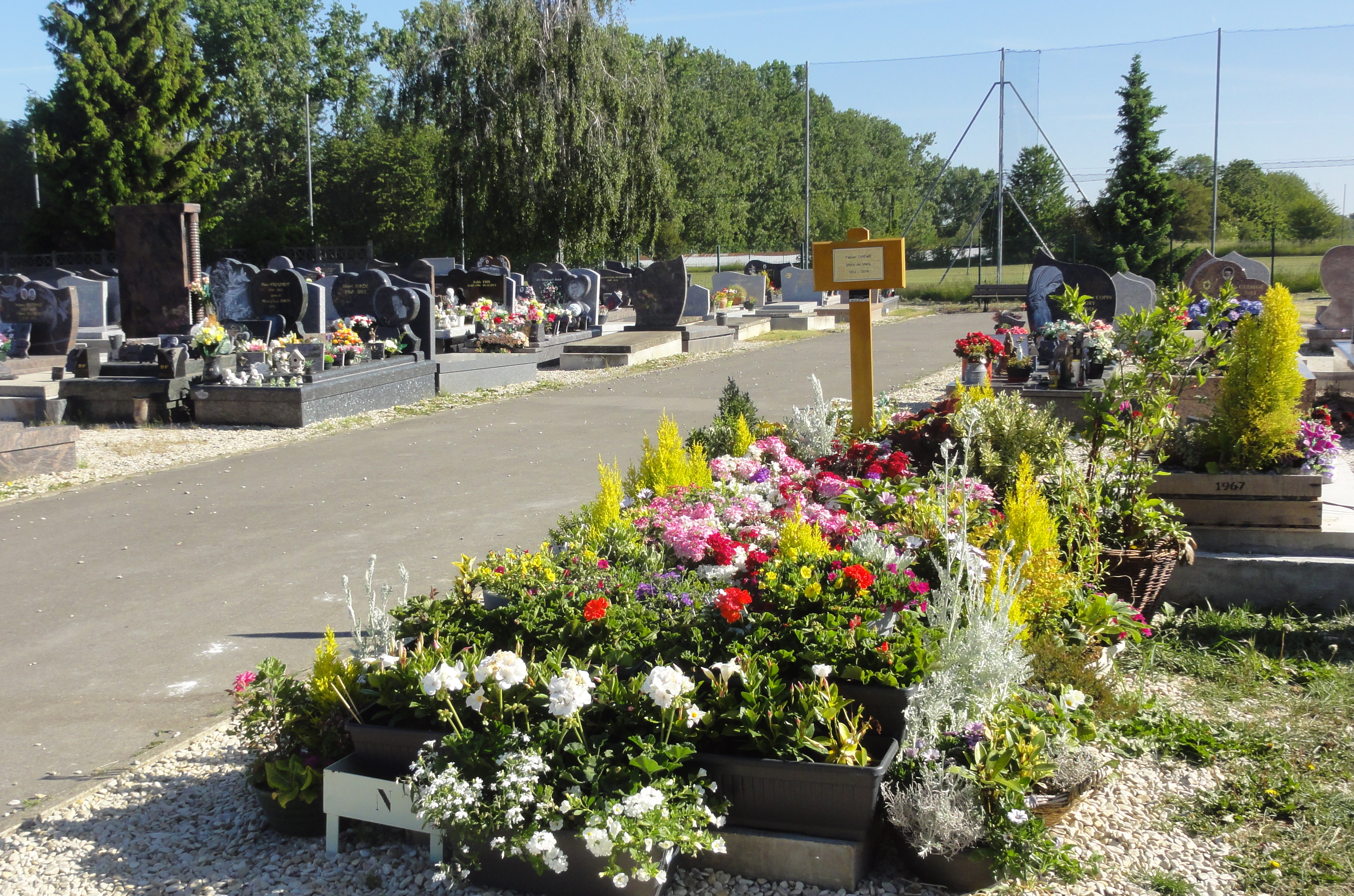
Tombe de Fabien Thiémé fin mai 2020.

### Distinctions et  labels
En 2010, la commune de Marly a été récompensée par le label « Ville Internet @@ ».

## Population et société

### Démographie

#### Évolution démographique
L'évolution du nombre d'habitants est connue à travers les recensements de la population effectués dans la commune depuis 1800. Pour les communes de plus de 10 000 habitants les recensements ont lieu chaque année à la suite d'une enquête par sondage auprès d'un échantillon d'adresses représentant 8 % de leurs logements, contrairement aux autres communes qui ont un recensement réel tous les cinq ans,.

En 2022, la commune comptait 11 980 habitants, en évolution de +4,22 % par rapport à 2016 (Nord : +0,51 %, France hors Mayotte : +2,11 %).
| 1800 | 1806 | 1821 | 1831  | 1836  | 1841  | 1846  | 1851  | 1856  |
| ---- | ---- | ---- | ----- | ----- | ----- | ----- | ----- | ----- |
| 682  | 716  | 757  | 1 006 | 1 106 | 1 113 | 1 258 | 1 337 | 1 449 |

| 1861  | 1866  | 1872  | 1876  | 1881  | 1886  | 1891  | 1896  | 1901  |
| ----- | ----- | ----- | ----- | ----- | ----- | ----- | ----- | ----- |
| 1 532 | 1 519 | 1 454 | 1 652 | 1 871 | 2 206 | 2 424 | 2 863 | 3 127 |

| 1906  | 1911  | 1921  | 1926  | 1931  | 1936  | 1946  | 1954  | 1962  |
| ----- | ----- | ----- | ----- | ----- | ----- | ----- | ----- | ----- |
| 3 136 | 3 546 | 3 477 | 4 246 | 5 075 | 5 043 | 5 005 | 5 847 | 7 435 |

| 1968   | 1975   | 1982   | 1990   | 1999   | 2006   | 2011   | 2016   | 2021   |
| ------ | ------ | ------ | ------ | ------ | ------ | ------ | ------ | ------ |
| 13 114 | 15 390 | 14 320 | 12 081 | 11 666 | 11 915 | 11 646 | 11 495 | 12 024 |

| 2022   | - | - | - | - | - | - | - | - |
| ------ | - | - | - | - | - | - | - | - |
| 11 980 | - | - | - | - | - | - | - | - |

#### Pyramide des âges
La population de la commune est relativement jeune.
En 2018, le taux de personnes d'un âge inférieur à 30 ans s'élève à 37,5 %, soit en dessous de la moyenne départementale (39,5 %). À l'inverse, le taux de personnes d'âge supérieur à 60 ans est de 26,7 % la même année, alors qu'il est de 22,5 % au niveau départemental.
En 2018, la commune comptait 5 575 hommes pour 6 499 femmes, soit un taux de 53,83 % de femmes, largement supérieur au taux départemental (51,77 %).
Les pyramides des âges de la commune et du département s'établissent comme suit.
| Hommes | Classe d’âge | Femmes |
| ------ | ------------ | ------ |
| 0,9    | 90 ou +      | 2,2    |
| 7,2    | 75-89 ans    | 10,3   |
| 14,1   | 60-74 ans    | 18,2   |
| 17,8   | 45-59 ans    | 17,9   |
| 18,1   | 30-44 ans    | 17,8   |
| 20,4   | 15-29 ans    | 16,0   |
| 21,6   | 0-14 ans     | 17,6   |

| Hommes | Classe d’âge | Femmes |
| ------ | ------------ | ------ |
| 0,5    | 90 ou +      | 1,4    |
| 5,3    | 75-89 ans    | 8,1    |
| 14,8   | 60-74 ans    | 16,2   |
| 19,1   | 45-59 ans    | 18,4   |
| 19,5   | 30-44 ans    | 18,7   |
| 20,7   | 15-29 ans    | 19,1   |
| 20,2   | 0-14 ans     | 18     |

### Enseignement
- école de musique
- cinq écoles élémentaires
- six écoles maternelles
- un collège
- un lycée d'enseignement professionnel

Le Lycée Professionnel des Métiers du Bâtiment François Mansart a été construit en 1972.
Accueillant plus de 300 élèves, il propose plusieurs filières professionnelles en CAP (Certificat d'Aptitude Professionnelle) et en Baccalauréat Professionnel : Maçonnerie, Couverture, Thermique (Chauffage, Plomberie, Peinture et Finition, Menuiserie... des métiers porteurs aux taux d'insertion professionnelle élevés. Le Lycée propose la 2eme année de CAP et les deux dernières années du BAC en apprentissage avec garantie de retour en enseignement initial en cas de difficulté avec les entreprises.
- le Centre de Formation des Apprentis du Bâtiment et des Travaux-Publics (CFA-BTP)

Le Centre de Formation du Bâtiment et des Travaux Publics (CFA-BTP) est implanté sur la commune depuis 1962. Il accueille aujourd'hui près de 1000 apprentis qui y préparent, en apprentissage, les diplômes du CAP (Certificat d'Aptitude Professionnelle), du BP (Brevet Professionnel), du Bac-Pro et du BTS. Le CFA prépare aux métiers de l'installation sanitaire et thermique (plombier-chauffagiste), de l'électricité, de la couverture, de la maçonnerie et du carrelage, du bois (menuisier, ébéniste), de la peinture et de la plâtrerie, de la construction de routes et de canalisations. Il met en œuvre une pédagogie basée sur la réalité du travail du jeune en entreprise, accueille également des adultes en formation, dispose d'un restaurant et d'équipements d'animation. Les apprentis peuvent également bénéficier de périodes de formation en entreprise en Europe, notamment en Finlande ou en Écosse. Il fait partie de l'association BTP-CFA Nord-Pas-de-Calais.

### Sports
- La patinoire
- Le golf
- Salle Maurice-Schumann (derrière la salle Gosselin)
- Tennis (Stade Denayer), avenue Henri-Barbusse
- Stade Denayer, rue Gilles-Fabry, où jouent le club de football de la ville et le club de rugby de Valenciennes.
- Stade Masnaghetti, rue de Champagne
- Boulodrome, rue Roger-Salengro
- Salle Raymond-Dumont, rue Gilles-Fabry
- Salle Gosselin, avenue Henri-Barbusse
- Salle du Caillou, rue des Violettes
- Stade Papin, rue Roger-Salengro
- Salle Louis-Aragon, rue de Champagne

### Médias
Un impressionnant château d'eau dans la zone industrielle des Dix Muids est muni d'émetteurs TV et radio pour notamment couvrir tout le Valenciennois pour France 5 et M6 à une PAR de 6 kW mais aussi la TNT (Télévision Numérique Terrestre) depuis le 15 décembre 2007.

## Économie
- Zone Industrielle des Dix Muids
- Zone d'Activités de la Rhonelle
- Zone Industrielle N°2
- Espace Création d'Entreprise

## Culture locale et patrimoine

### Lieux et monuments
- Le moulin Souverain, édifice datant du XIIIe siècle, a reçu une restauration récente : il abrite aujourd'hui l'atelier du moulin pour amateurs de peinture.
- Chapelle Saint-François-d'Assise (1972)[46].
- La ferme de l'abbaye de Fontenelle, comportant un porche monumental datant de 1781 et surmonté d'une tour carrée, au 48 rue Camélinat (quartier de la Briquette) (Photo du porche de la ferme).
- Le carillon : inauguré le 1er janvier 2000, il est situé au grenier de la mairie. Il possède 18 cloches.
- La chartreuse Notre-Dame de Macourt, de Marly-lès-Valenciennes.
- La Fédération Local Alternative et Culturel.

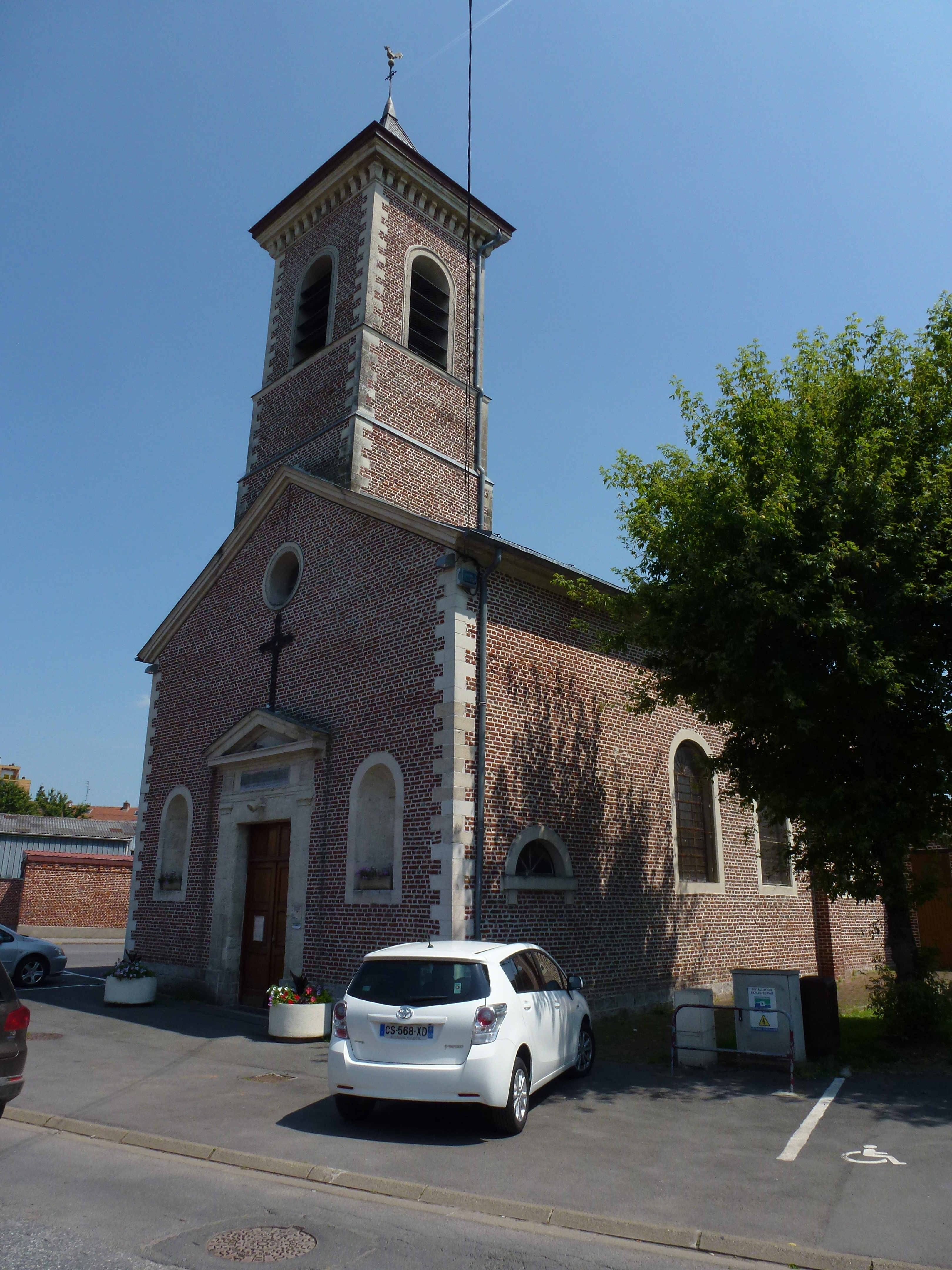
L'église Saint-Jacques.
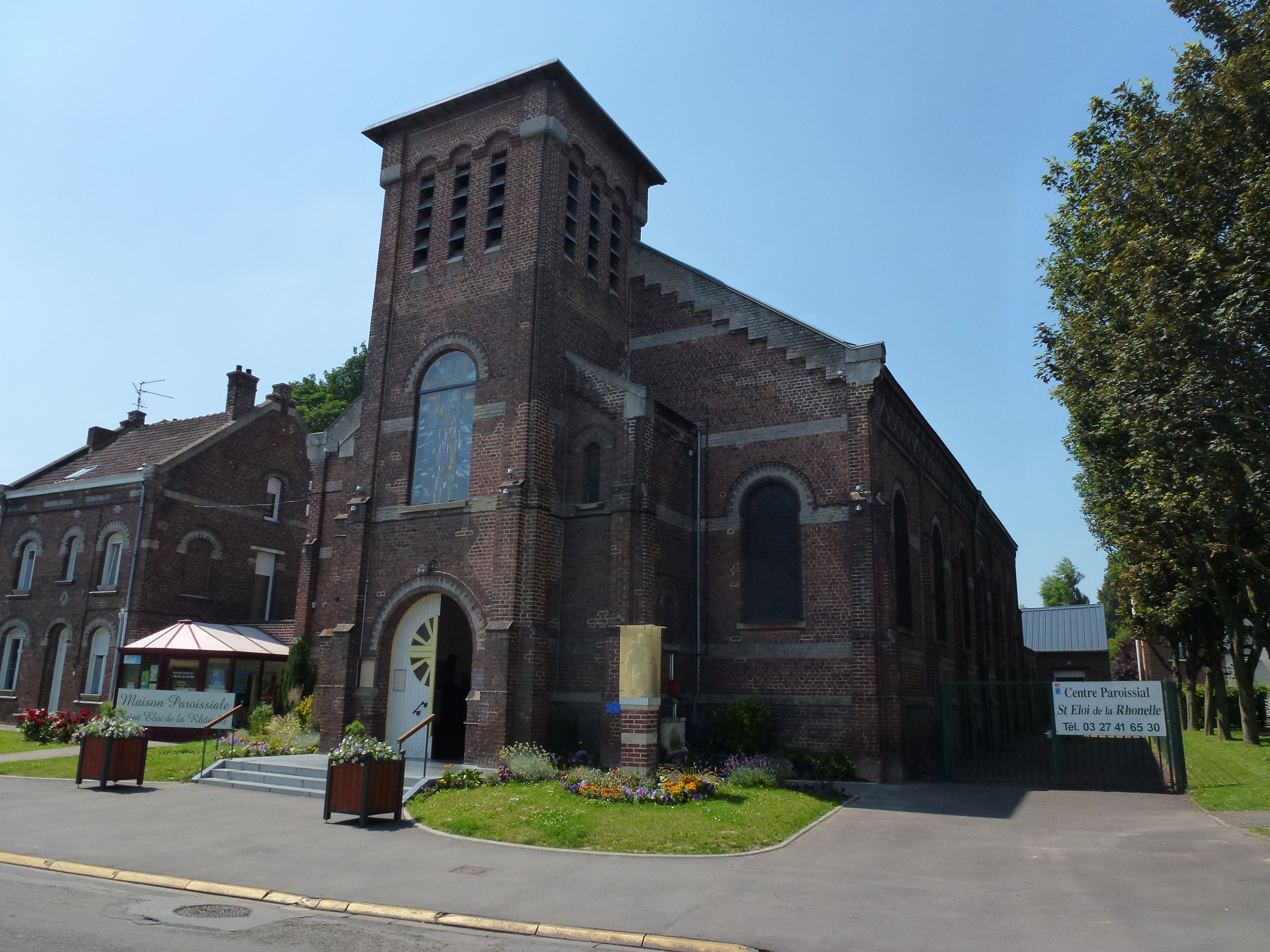
L'église Saint-Pierre.
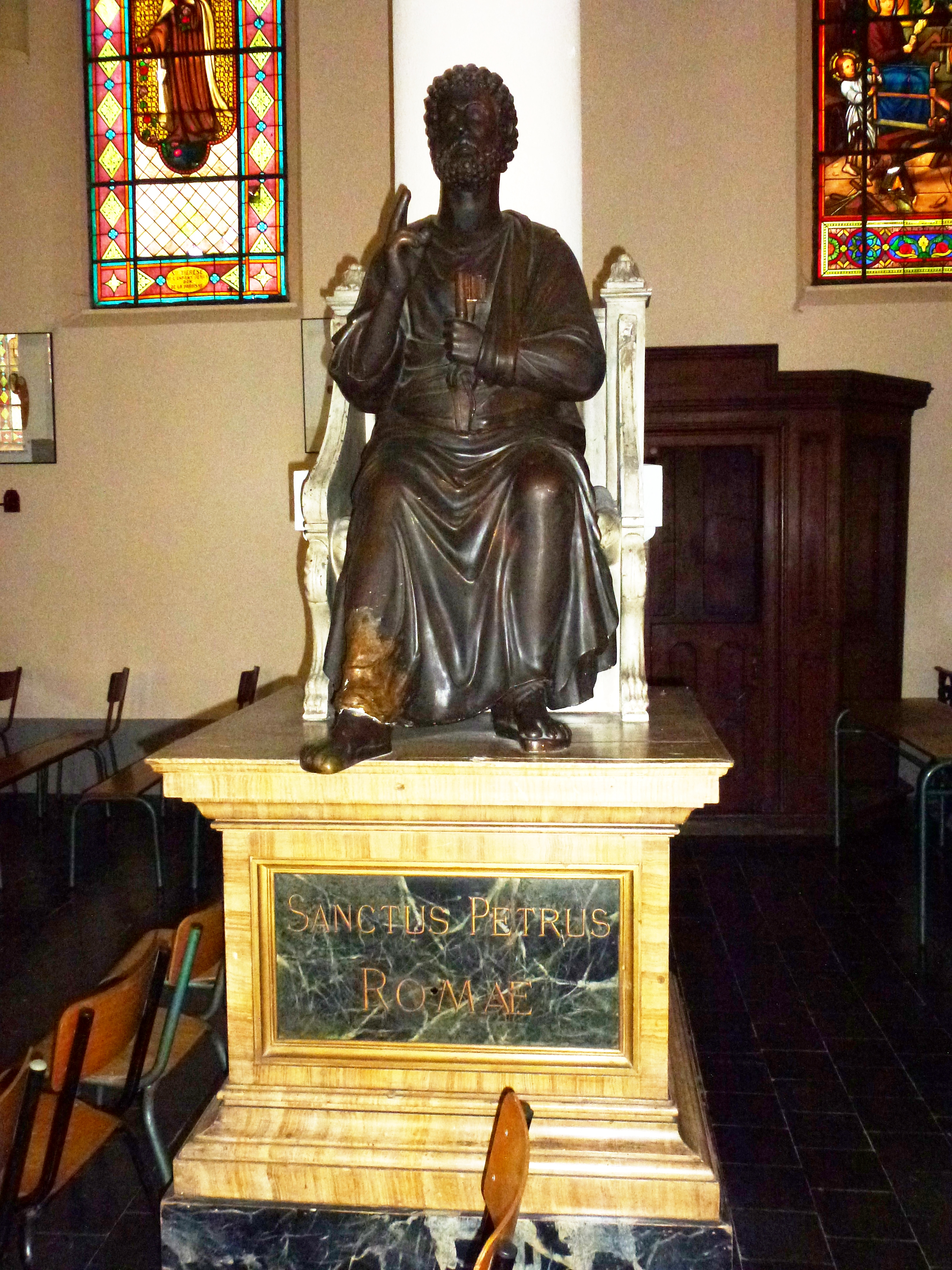
Église Saint-.Pierre, statue Sanctus Petrus Romae.
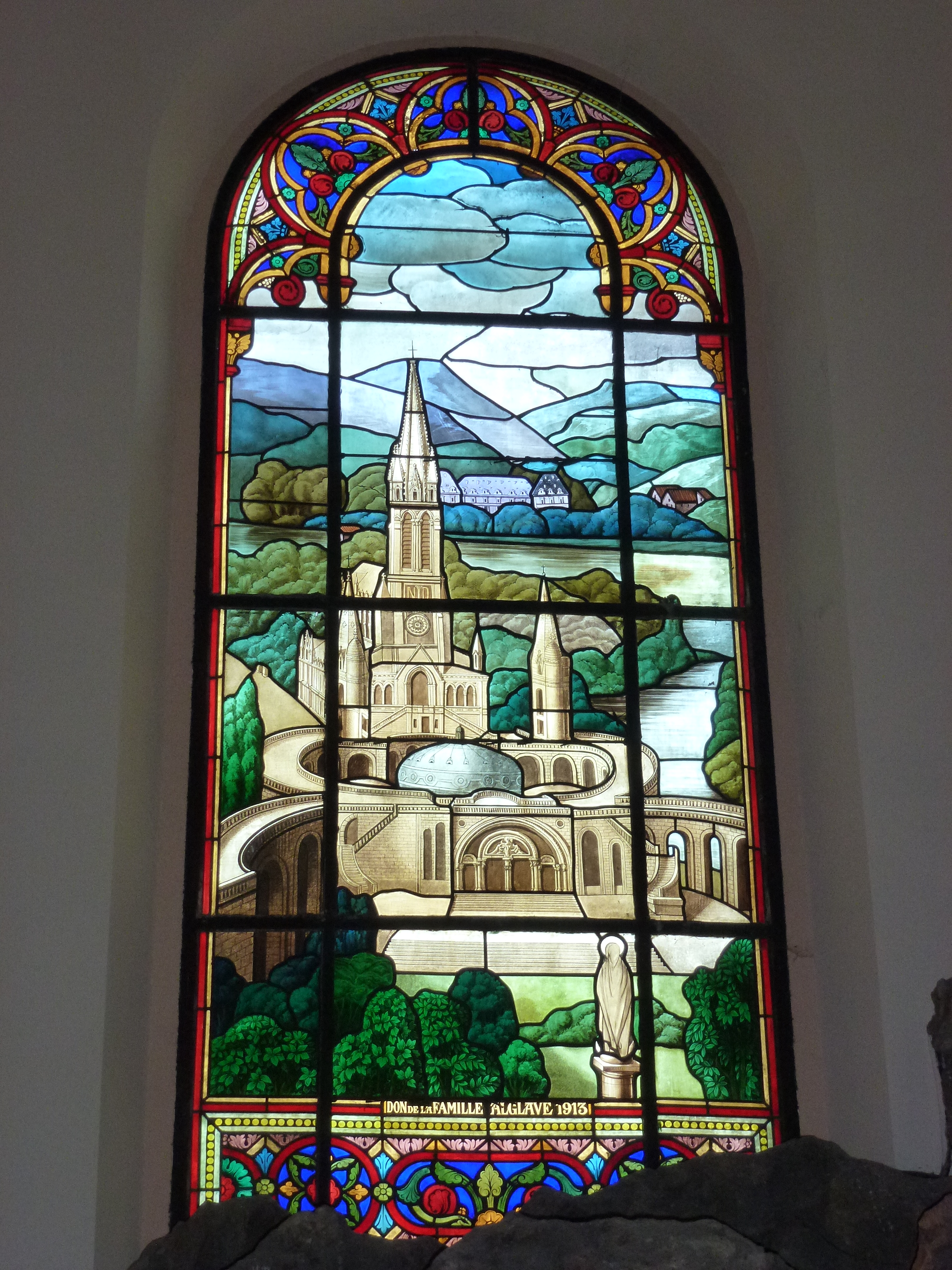
Église Saint-Pierre, un des vitraux.
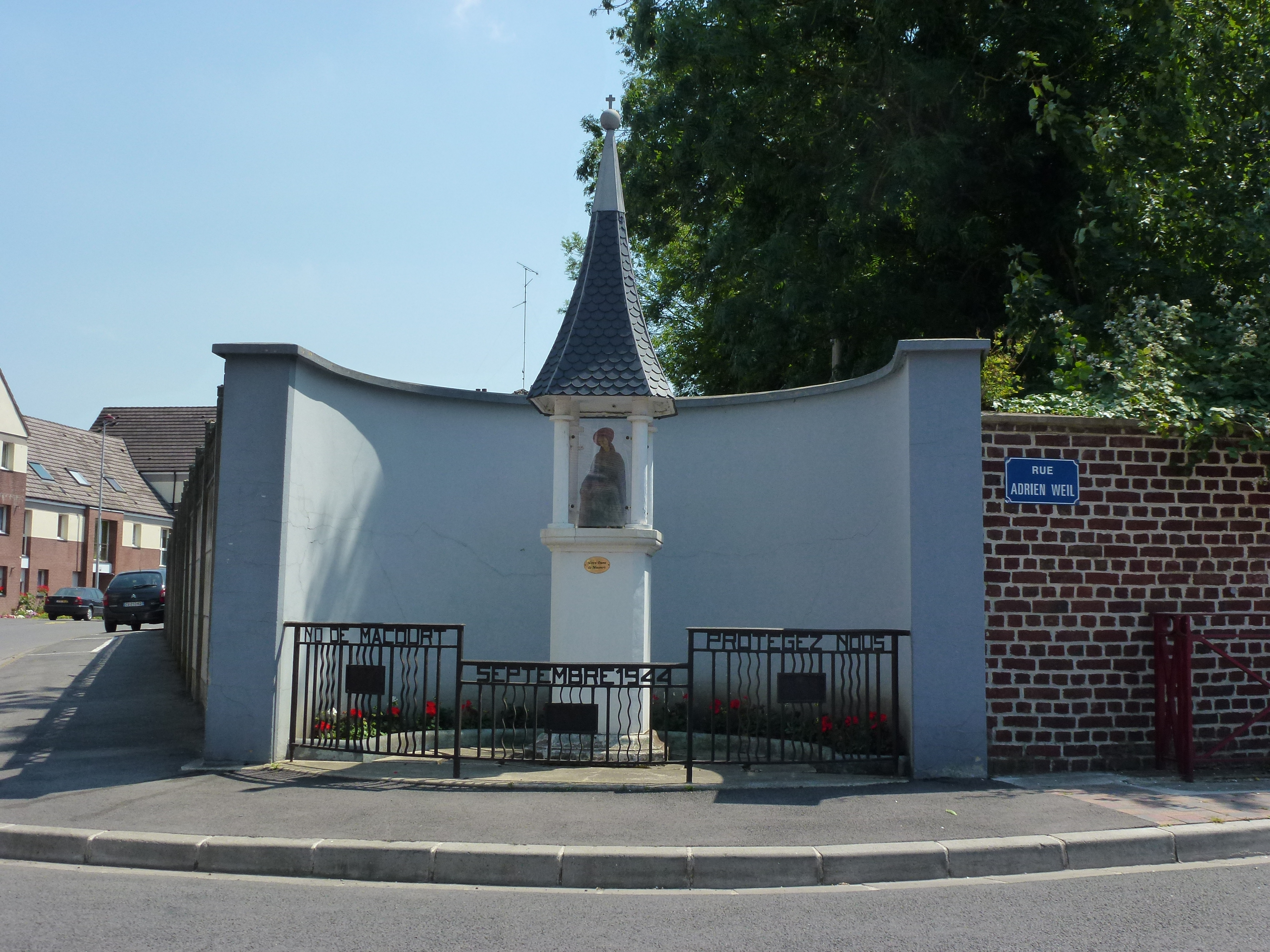
Oratoire Notre-Dame de Macourt.

### Personnalités liées à la commune
- Antoine-Joseph Moneuse, chef de la bande du Capitaine Moneuse est né à Marly en 1768.

### Héraldique
|  | Les armes de Marly se blasonnent ainsi : D'or à la croix de sable. |

## Pour approfondir